# Bruce Springsteen
Bruce Frederick Joseph Springsteen (Long Branch, Nueva Jersey, 23 de septiembre de 1949) es un cantante, guitarrista y compositor de rock estadounidense. Apodado a menudo the Boss —en español: «el Jefe»—, Springsteen es ampliamente conocido por su trabajo con el grupo E Street Band y considerado uno de los artistas más exitosos de la música rock, con ventas que superan los 64,5 millones de álbumes en los Estados Unidos y más de 120 millones a nivel mundial, y un total de diez discos números uno, un registro solo superado por The Beatles y Jay-Z.
Springsteen comenzó su carrera musical a finales de la década de 1960 tocando con grupos como Steel Mill y Dr. Zoom & the Sonic Boom. En 1972 firmó un contrato discográfico con Columbia Records y publicó Greetings from Asbury Park, N.J., su primer álbum de estudio con el respaldo de E Street Band, su principal grupo de apoyo en sucesivos trabajos. A lo largo de su trayectoria musical, que abarca más de cinco décadas hasta la actualidad, ha publicado trabajos como Born to Run (1975), Darkness on the Edge of Town (1978) y The River (1980), valorados por la crítica musical como tres de los mejores álbumes de rock de todos los tiempos.
Además de su faceta como músico de rock, Springsteen grabó varios trabajos orientados al folk como Nebraska (1982), The Ghost of Tom Joad (1995) y Devils & Dust (2005).
Su popularidad se consolidó con el lanzamiento de Born in the U.S.A. (1984), un álbum que vendió más de quince millones de copias en los Estados Unidos y alcanzó el primer puesto en varios países, incluyendo Estados Unidos y el Reino Unido. Desde entonces, y a pesar de no trabajar con la E Street Band en trabajos como Human Touch y Lucky Town, la mayoría de sus discos han obtenido un elevado respaldo comercial, con un total de seis números uno en su país natal entre el lanzamiento de Tunnel of Love (1987) y de Wrecking Ball (2012).
En general, las canciones de Springsteen reflejan letras con aspectos autobiográficos, principalmente sentimientos centrados en Asbury Park o Nueva Jersey, o relatos de personajes ficticios o novelescos que se enfrentan a retos o a puntos de inflexión en sus vidas. También suele incluir preocupaciones económicas, sociales y políticas en composiciones como «Born in the U.S.A.», «American Skin (41 Shots)», «Devils & Dust» y «Jack of All Trades», entre otras. Ha sido además uno de los artistas más críticos con la política exterior de su país en relación con la invasión y posterior guerra de Irak, y participó en la gira Vote for Change para pedir el voto por John Kerry.
La trayectoria musical de Springsteen ha sido reconocida con varios premios, incluyendo 20 premios Grammy, dos Globos de Oro y un Óscar, y en 1999, entró en el Salón de la Fama del Rock and Roll. En 2004 la revista Rolling Stone lo situó en el puesto 23 de la lista de los mejores artistas de todos los tiempos, y cuatro años más tarde, en la posición 36 de la lista de mejores cantantes de todos los tiempos.
Su trabajo más reciente, Letter to You, fue publicado el 23 de octubre de 2020, y supuso su primer trabajo con la E Street Band desde 2014 tras varios años de proyectos en solitario.

## Biografía

### Primeros años y comienzos musicales (1949-1969)
Bruce Frederick Joseph Springsteen pasó su infancia y sus años escolares en Freehold Borough, Nueva Jersey. Su padre, Douglas Frederick Springsteen, fue un conductor de autobús de ascendencia neerlandesa e irlandesa. Su madre, Adele Ann Zirilli, era una secretaria con antepasados italianos.
En 2018 afirmó que la esquizofrenia paranoide que sufría su padre ha afectado su salud mental durante toda su vida, teniendo que medicarse desde 1982. Educado en un ambiente católico, Springsteen asistió a la escuela parroquial de St. Rose of Lima en Freehold Borough, donde su temprano temperamento chocó tanto con la estricta moral del colegio como con otros estudiantes. En el noveno curso, se trasladó a la escuela regional secundaria pública de Freehold, donde su inconformismo, a pesar de finalizar los estudios, se haría patente a lo largo de los últimos años, llegando incluso a evitar su propia ceremonia de graduación. Durante pocos meses, acudió al Ocean County College, aunque finalmente lo abandonó.
La inspiración para dedicarse a la música le vino cuando vio actuar a Elvis Presley en el programa televisivo The Ed Sullivan Show. A la edad de 13 años, compró su primera guitarra por 18 dólares, y a los 16 su madre consiguió un préstamo para comprarle una guitarra Kent que costaba 60 dólares, evento que rememoraría años más tarde en su canción «The Wish».
En 1965, se convirtió en guitarrista del grupo The Castiles, en el que posteriormente asumiría también el papel de vocalista principal.
En el repertorio de The Castiles se incluían temas de The Rolling Stones, The Who y The Kinks, entre otros. Pronto empezaron a ofrecer conciertos en fiestas de estudiantes que les permitieron financiar sus equipos. En 1968, la banda decidió disolverse, dadas las desavenencias entre los miembros y los deseos de cada uno de seguir su propio camino.
The Castiles grabó dos canciones en un estudio de grabación público en Brick Township, Nueva Jersey, y llevó a cabo varios conciertos, incluyendo el local Cafe Wha? de Greenwich Village.
A finales de los años 1960, Springsteen participó brevemente en un trío musical conocido como Earth, tocando en clubes de Nueva Jersey. Durante este periodo, Springsteen adquirió el sobrenombre de «The Boss» debido a su trabajo a la hora de percibir el pago en los conciertos y de distribuirlo entre sus compañeros.
Entre 1969 y 1971, Springsteen llevó a cabo conciertos en el entorno de Nueva Jersey acompañado del guitarrista Steve Van Zandt, el organista Danny Federici, el batería Vini López y el bajista Vinnie Roslin en una banda conocida como Child, aunque posteriormente renombrada como Steel Mill (con la adición del guitarrista Robbin Thompson). En enero de 1970, el crítico musical del San Francisco Examiner Philip Eldwood dio cobertura mediática a Springsteen y a su banda Steel Mill, escribiendo: «Nunca he estado tan abrumado por un talento totalmente desconocido». Elwood alabó su «musicalidad cohesionada» y, en particular, señaló a Springsteen como un «compositor muy impresionante».
Durante este periodo de tiempo, Springsteen también ofreció conciertos en clubes de Asbury Park, adquiriendo progresivamente un séquito de culto. Con la adición del pianista David Sancious, el núcleo de lo que más tarde se convertiría en la E Street Band ya estaba formado, con ocasionales aportes de una sección de vientos, un grupo vocal femenino conocido como The Zoometes y Southside Johnny Lyon en la armónica. Por otra parte, su prolífica capacidad de escribir canciones sirvió para llamar la atención de varias personas que llegarían a cambiar su vida en adelante: Mike Appel y Jim Cretecos, sus posteriores representantes, y el productor de Columbia Records John H. Hammond, quien, bajo presión de Appel, llamó a Springsteen para una audición en mayo de 1972.

### Contrato con Columbia Records y primeros álbumes (1972-1974)
La noche del 2 de mayo de 1972, el cazatalentos John H. Hammond se encontraba en el Gaslight; este local del Greenwich Village acogía la actuación de un chico de veintidós años que se jugaba su futuro ante el representante de la mayor compañía discográfica del país, Columbia Records. El chico maravilló a todos, y en primer lugar al productor neoyorquino: «“Quedé completamente conmocionado. Incluso más que con Bob Dylan porque Bruce tenía una integridad que te golpeaba en cuanto abría los labios”. […] Hammond estaba fascinado por el magnetismo de aquel trovador folk, cuya rebeldía juvenil convivía con historias melodramáticas y una sarcástica imaginería católica».
Su álbum debut, Greetings from Asbury Park, N.J., publicado en enero de 1973, se ganó el aplauso de la crítica musical, a pesar de que sus modestas cifras de ventas.
Debido a su influencia lírica y a la música orientada hacia el folk rock en temas como «Blinded by the light» y «For you», se comenzó a comparar a Springsteen con Bob Dylan. Al respecto, el redactor jefe de la revista Crawdaddy! Peter Knobler escribió en marzo de 1973: «[Bruce] canta con una frescura y una urgencia que no escuchaba desde que fui noqueado por Like a rolling stone». Por su parte, Lester Bangs escribió en 1975 en Creem que cuando Springsteen publicó su primer álbum «muchos de nosotros le desestimamos: escribía como Bob Dylan y Van Morrison, cantaba como Van Morrison y Robbie Robertson y lideraba una banda que sonaba como la de Van Morrison». El tema «Spirit in the night» mostraba especialmente la influencia de Morrison, mientras que «Lost in the flood» supuso el primero de los numerosos retratos de los veteranos de Vietnam.
En septiembre de 1973, su segundo álbum, The Wild, the Innocent & the E Street Shuffle, fue publicado y elogiado nuevamente por la crítica musical, aunque su recibimiento comercial fue tibio. Las canciones de Springsteen comenzaron a adaptarse en forma y alcance, con la E Street Band proveyendo un sonido más cercano al R&B en detrimento del folk.
El 22 de mayo de 1974, el crítico musical Jon Landau escribió en The Real Paper tras ver a Springsteen en un concierto en el Harvard Square Theater: «Vi el futuro del rock and roll, y su nombre era Bruce Springsteen. Y en una noche en la que necesité sentirme joven, él me hizo sentir como si escuchara música por primera vez». Landau se convertiría en el representante y productor musical de Springsteen, al que ayudó a concluir su nuevo trabajo, Born to run.
A pesar de contar con un elevado presupuesto con el objetivo de crear un álbum comercialmente viable, Springsteen comenzó a estancarse en el proceso de grabación. Esta se prolongó 14 meses, seis de los cuales fueron dedicados a la canción que daba título al disco «Born to run». Durante este tiempo, Springsteen se sintió frustrado, llegando a decir que escuchaba «sonidos en su cabeza» que no era capaz de explicar al resto de músicos en el estudio. Su principal ayuda fue Steve van Zandt, que le ayudó a organizar el sonido, especialmente en la sección de vientos en «Tenth Avenue Freeze-Out», y acabó incorporándose al elenco de la E Street Band.

### Born to Runy el éxito (1975-1981)
El 13 de agosto de 1975, Springsteen y la E Street Band dieron comienzo a diez conciertos en cinco noches en el club Bottom Line de Nueva York. Los conciertos atrajeron a los medios de comunicación, siendo retransmitidos por WNEW-FM y sirviendo a muchos escépticos como prueba de las críticas musicales favorables. (Décadas después, la revista musical Rolling Stone definió los conciertos como uno de los 50 momentos que cambiaron el rock and roll.)
Con la publicación de Born to Run el 25 de agosto de 1975, Springsteen obtuvo finalmente éxito. A pesar de no producir sencillos de especial éxito, las canciones «Born to Run», «Thunder Road», «Tenth Avenue Freeze-Out» y «Jungleland» fueron promocionadas de forma masiva en cadenas de radio norteamericanas. Con sus imágenes panorámicas y su optimismo lírico, buena parte de sus seguidores consideran Born to Run uno de los mejores trabajos de Springsteen con la E-Street Band. Para capitalizar el triunfo, Springsteen apareció en la portada de las revistas Time y Newsweek en la misma semana, el 27 de octubre.
Una batalla legal con su anterior representante, Mike Appel, mantuvo a Springsteen alejado del estudio de grabación durante dos años, momento que aprovechó para embarcarse junto a la E Street Band en una extensa gira por Estados Unidos como promoción de Born to Run. A pesar de su optimismo, las nuevas canciones que comenzó a componer y a estrenar ocasionalmente en directo tomaron una dirección más sombría.
Superado el litigio con Appel en 1977, quien renunció a la posesión de los derechos de las canciones de Springsteen y a su labor como representante a cambio de una compensación económica, Springsteen volvió nuevamente al estudio, en el que las sesiones de grabación dieron como resultado Darkness on the Edge of Town. Musicalmente, el álbum supone un punto de inflexión en la carrera de Springsteen, dando cabida a canciones más ligeras y mejor preparadas en las que se reflejaba la creciente toma de conciencia política y moral de Springsteen y en las que el músico describía historias de lucha y supervivencia protagonizadas por individuos que vivían al margen del sueño americano.

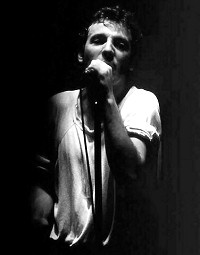
Springsteen en concierto en la gira de promoción de The River en Drammen, Noruega, el 5 de mayo de 1981.

A finales de los 70, Springsteen había ganado la suficiente reputación como compositor para brindar canciones a otros grupos. En este sentido, Manfred Mann's Earth Band alcanzó el número 1 en las listas estadounidensas con una versión de «Blinded by the Light». Por su parte, Patti Smith alcanzó el puesto 13 con una versión de la canción inédita «Because the Night», mientras que The Pointer Sisters lograron un éxito con la también inédita «Fire».
En septiembre de 1979, Springsteen y la E Street Band se unieron al colectivo antinuclear Músicos Unidos por la Energía Limpia en dos conciertos ofrecidos en el Madison Square Garden de Nueva York.
Springsteen continuó consolidando la vida obrera como temática de sus canciones con el doble álbum The River en 1980, que finalmente le otorgó su primer sencillo de éxito, «Hungry Heart». Las ventas del álbum fueron notables y su publicación fue seguida de una gira de promoción que llevó a Springsteen a Europa por segunda vez.

### Retorno a las raíces del folk y reconocimiento internacional (1982-1989)
Cuando se esperaba una continuidad en su música, Springsteen publicó Nebraska en 1982, un disco intimista, acústico y grabado por el propio Springsteen con una máquina de cuatro pistas en un cuarto de su casa y donde nuevamente el lado más amargo de la América profunda salía a relucir en una obra de fuerte denuncia social. Según la biografía de Dave Marsh, Springsteen atravesaba durante la época un estado de depresión que incidió en el resultado del álbum. En este sentido, Nebraska fue iniciado como un álbum de demos que serían posteriormente interpretados por la E Street Band; sin embargo, durante el proceso de grabación, Springsteen y el productor Landau observaron que las canciones funcionaban mejor en formato acústico.
Aplaudido por la crítica (fue nombrado álbum del año por los críticos de la revista musical Rolling Stone) pero con ventas más discretas que su anterior trabajo debido a su escasa vocación comercial, Nebraska se ha convertido con los años en pieza de referencia para otros artistas, incluyendo a U2 durante la grabación de The Joshua Tree, y en una obra de culto entre sus seguidores más acérrimos.
A mediados de los años ochenta, Bruce Springsteen alcanzó el estatus de estrella internacional y de ídolo de la cultura popular de Estados Unidos gracias a su disco Born in the U.S.A. de 1984, que vendió más de 15 millones de copias en todo el mundo. La canción que da título al álbum supuso un amargo comentario sobre el trato al que eran sometidos los veteranos de Vietnam, algunos de los cuales compartían amistad con Springsteen; sin embargo, la canción fue interpretada de forma errónea y usada en la campaña presidencial de 1984.
Por otra parte, «Dancing in the Dark» obtuvo un gran éxito como sencillo, alcanzando el puesto 2 en la lista de sencillos de Billboard, mientras que «Cover Me», inicialmente compuesta para Donna Summer, fue incluida en el álbum a petición del propio sello discográfico. En sustitución de «Cover Me», y debido a la afición de Springsteen por la música de Summer, compuso para la artista la canción «Protection».
Durante la gira de promoción de Born in the U.S.A., Springsteen conoció a la actriz Julianne Philips, con quien contrajo matrimonio en Lake Oswego, Oregón, el 13 de mayo de 1985. La pareja se divorció en 1988. Este hecho inspira la temática de algunas canciones del álbum de 1987 Tunnel of Love.

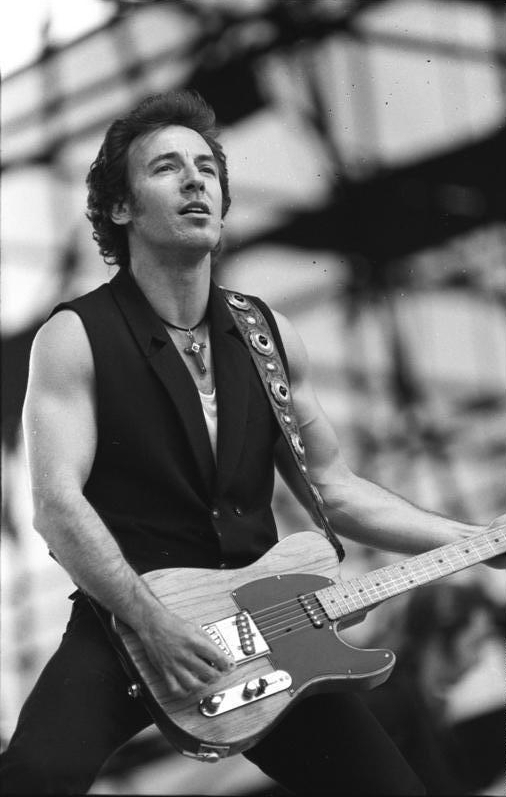
Springsteen durante la gira Tunnel of Love Express en el Radrennbahn Weißensee de Berlín el 19 de julio de 1988.

La etapa posterior a la publicación de Born in the U.S.A. representó uno de los periodos de máxima popularidad de Springsteen, en los que alcanzó su máxima visibilidad en la cultura popular americana. En este contexto, Live/1975-85, una caja de cinco discos (posteriormente reducida a tres discos compactos), fue publicado a finales de 1986, con un éxito sin precedentes al vender 13 millones de copias en los Estados Unidos y convertirse en el primer box set en debutar en el primer puesto en la lista Billboard 200. Live/1975-85 resume la trayectoria musical de Springsteen hasta esa fecha y muestra algunos de los elementos más atractivos y poderosos para sus seguidores, como las largas introducciones habladas de las canciones o la destreza instrumental de la E Street Band.
Tras su pico comercial, Springsteen publicó Tunnel of Love, un álbum más contemplativo en el que el músico se muestra interesado en explorar los recovecos de las relaciones de pareja y los miedos y carencias personales, y en el que por primera vez prescinde de a E Street Band, llamando esporádicamente a algunos componentes del grupo para que participasen individualmente en las canciones. La subsecuente gira de promoción de Tunnel of Love aportó modificaciones a los habituales conciertos de Springsteen, con cambios en el diseño, ausencia de algunos temas clásicos y arreglos basados en una sección de vientos. Durante la fase europea de la gira, en 1988, la relación de Springsteen con la corista de la E Street Band Patti Scialfa se hizo pública. A finales de 1988, Springsteen encabezó la gira Human Rights Now! de Amnistía Internacional. En el otoño de 1989, Springsteen disolvió la E Street Band y se trasladó con Scialfa a California.

### Sin la E-Street Band (1990-1998)
En 1991, Springsteen contrajo matrimonio con Scialfa, con quien tuvo tres hijos: Evan James (nacido en 1990), Jessica Rae (en 1991) y Sam Ryan (en 1994). En un intento por reflejar la estabilidad y la felicidad alcanzada con su nuevo matrimonio y su reciente paternidad, y acompañado por músicos de sesión, Springsteen publicó dos álbumes conjuntos: Human Touch y Lucky Town. Ambos fueron criticados por los seguidores del estilo de la E Street Band, confabulándose para ignorar la gira de promoción llevada a cabo a continuación por Springsteen con la bautizada como The «Other» Band. Por otra parte, para otros seguidores que habían conocido a Springsteen tras la consolidación en 1975 de la E Street Band, la nueva gira suponía una oportunidad para ver el desarrollo de Springsteen con una nueva formación. Una aparición en el programa de televisión MTV Unplugged en formato eléctrico, publicado bajo el nombre de In Concert/MTV Plugged, obtuvo reseñas desfavorables en relación con previos trabajos.
Un año después, Springsteen obtuvo un Premio de la Academia por la canción «Streets of Philadelphia», incluida en la banda sonora de la película de Jonathan Demme Philadelphia, recuperando con ello el prestigio puesto en duda en su última etapa musical.
En 1995, después de reorganizar temporalmente la E Street Band para grabar varias canciones incluidas en Greatest Hits (sesiones posteriormente recuperadas para el documental Blood Brothers), Bruce publicó su segundo trabajo en formato acústico, The Ghost of Tom Joad, inspirado en la novela de John Steinbeck Las uvas de la ira y premiado con un Grammy al mejor álbum de folk contemporáneo.
El álbum fue en general peor recibido en comparación con Nebraska, debido en gran medida a su mínima melodía y a la naturaleza política de las canciones, si bien también fue elogiado por dar voz a los inmigrantes y a otros sectores abandonados en la cultura americana. La posterior gira de promoción, desarrollada en teatros a nivel global, incluyó buena parte de su viejo repertorio modificado y adaptado al formato acústico.
Tras la gira, Springsteen volvió a Nueva Jersey con su familia. En 1998, publicó Tracks, una caja con cuatro discos de canciones descartadas a lo largo de los años anteriores. En 1999, se hizo oficial la vuelta de Springsteen y la E Street Band a los escenarios, llevando a cabo una nueva gira que, bajo el título de Reunion Tour, recorrió durante un año buena parte de la geografía mundial.

### Reunión de E Street Band y trabajos posteriores (1999-2007)
La gira de reunión de Bruce Springsteen con la E Street Band finalizó con diez conciertos en el Madison Square Garden de Nueva York con las entradas agotadas y con la controversia en torno a la canción American Skin (41 Shots), compuesta tras la muerte de Amadou Diallo a manos de la policía neoyorquiina en un caso de brutalidad policial y racismo a ojos de la opinión pública. Los últimos conciertos en el Madison Square Garden fueron grabados y publicados en CD y DVD bajo el título de Bruce Springsteen & the E Street Band: Live In New York City y emitidos como documental de televisión por la cadena HBO.

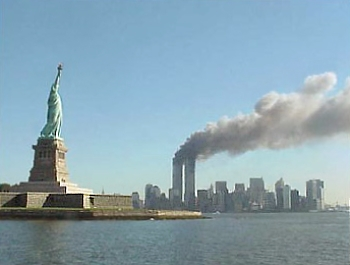
Gran parte del álbum The Rising estuvo influido por los atentados del 11-S.

En 2002, Springsteen publicó The Rising, su primer álbum de estudio con la E Street Band en 18 años. El álbum, en gran medida un reflejo de los atentados del 11-S, obtuvo un éxito de crítica y ventas. Al respecto, The Rising se convirtió en el álbum mejor vendido de su carrera en 15 años. Algunas de las canciones fueron influidas por conversaciones telefónicas que Springsteen tuvo con familiares de fallecidos en los ataques terroristas, en los que mencionaban la importancia de su música en sus vidas. Tras aparecer en el programa Today de la NBC, Springsteen dio comienzo a la gira The Rising Tour, llegando a tocar 10 noches en el Giants Stadium de Nueva Jersey. Tras la gira, Springsteen publicó el DVD Live in Barcelona con el concierto ofrecido el 16 de octubre de 2002 en el Palau Sant Jordi de Barcelona.
En la ceremonia de entrega de los Premios Grammy de 2003, Springsteen interpretó el tema «London Calling» de The Clash junto a Elvis Costello, Dave Grohl y el miembro de la E Street Band Steven Van Zandt como homenaje a Joe Strummer.
En 2004, Springsteen anunció su participación en la gira Vote for Change junto a la E Street Band y otros músicos y grupos como John Mellencamp, John Fogerty, Dixie Chicks, Pearl Jam, R.E.M. y Jackson Browne. Los conciertos fueron programados en «estados clave» para beneficio de American Coming Together y con el fin de animar a la gente a ejercer su derecho al voto. Si bien previamente Springsteen había ofrecido conciertos en favor de causas benéficas como la lucha contra la energía nuclear o a favor de los veteranos de Vietnam, su participación en Vote for Change supuso la primera vez en la que Springsteen declaraba abiertamente su voto al Partido Demócrata, y especialmente al candidato a la Presidencia John Kerry. Durante la campaña electoral, Kerry usó el tema de Bruce «No Surrender» como canción principal, llegando incluso a contar con la participación de Bruce en los últimos actos electorales.
Devils & Dust, publicado el 26 de abril de 2005 y grabado sin la E Street Band, vuelve al formato acústico con un estilo muy parecido a Nebraska y The Ghost of Tom Joad, aunque con más instrumentación. La canción que da nombre al disco refleja los sentimientos y los miedos de un soldado durante la invasión de Irak de 2003. Starbucks rechazó un acuerdo de marketing para promocionar el nuevo disco debido, en parte, al contenido sexualmente explícito de la letra de una de las canciones, pero también a la política anticorporativa de Springsteen. A pesar de todo, Devils & Dust alcanzó el primer puesto en las listas de Estados Unidos, Austria, Suiza, Suecia, Dinamarca, Italia, Alemania, Países Bajos, Reino Unido e Irlanda.
Springsteen comenzó su gira en solitario Devils & Dust Tour al mismo tiempo que el lanzamiento del álbum, tocando tanto en grandes escenarios como en pequeños locales. En algunos lugares no hubo gran afluencia de público, por lo que, excepto en Europa, fue más fácil conseguir las entradas en comparación con otras ocasiones. A diferencia de la gira en solitario tras la publicación de «The Ghost Of Tom Joad» a mediados de los 90, Bruce tocó el piano, el piano eléctrico, el órgano, el autoarpa, el ukelele, el banjo, la guitarra eléctrica y el pedal steel, así como la guitarra acústica y la armónica, lo que aportó variedad al sonido en solitario. (En algunas canciones se hizo uso de un sintetizador, otra guitarra acústica y de percusión, aunque sin aparecer en el escenario.) Las prodigiosas interpretaciones de «Reason to Believe», «The Promised Land», y «Dream Baby Dream» (de la banda Suicide) estremecieron al público, mientras las rarezas, las frecuentes canciones no previstas y sus ganas de seguir experimentando, errores al piano incluidos, contentaron a sus más fieles seguidores al brindar un factor de espontaneidad a los conciertos.
En noviembre de 2005, los senadores por Nueva Jersey Frank Lautenberg y Jon Corzine encabezaron una resolución al Senado de los Estados Unidos para condecorar a Springsteen coincidiendo con el trigésimo aniversario del álbum Born to Run. A pesar de que una gran mayoría de las condecoraciones a nativos americanos son aprobadas con un sistema de votación tradicional, la resolución fue rechazada por un comité. El mismo mes, Sirius Satellite Radio creó E Street Radio, una cadena de radio que incluía música de Springsteen, entrevistas y conciertos diarios las 24 horas del día.

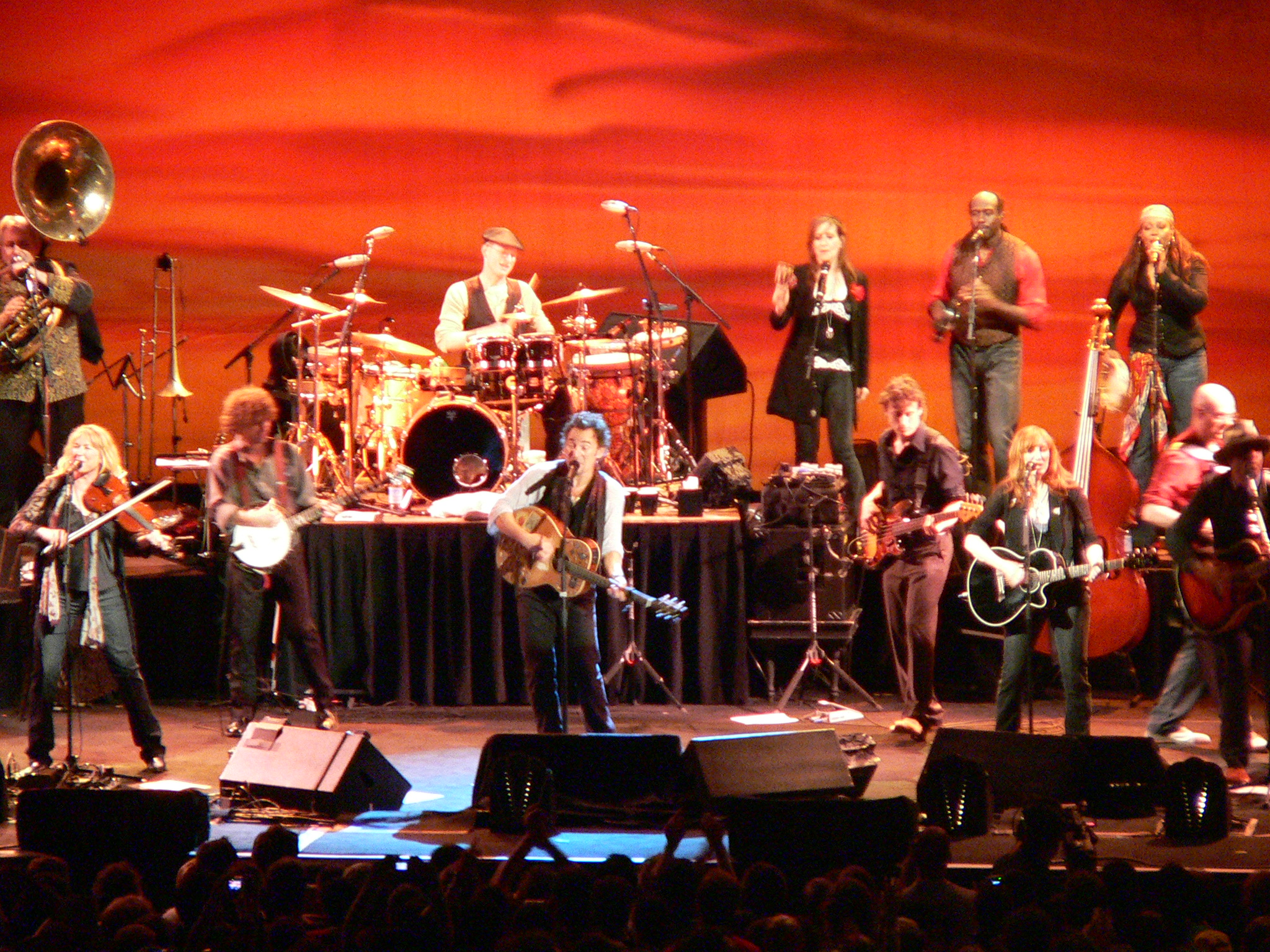
Bruce Springsteen en un concierto ofrecido en Milán, Italia, el 12 de mayo de 2006 en la gira The Seeger Sessions Band Tour.

Tras finalizar la gira, Springsteen se involucró en la grabación de un disco folk homenaje a Pete Seeger y a la tradición americana, publicado en abril de 2006 bajo el título We Shall Overcome: The Seeger Sessions. El álbum fue grabado junto a una larga lista de músicos, entre los que figuran miembros de The Miami Horns, la violinista Soozie Tyrell y su propia esposa, Patti Scialfa, formando el grupo The Seeger Sessions Band. En contraste con previos trabajos, We Shall Overcome fue grabado en tres únicas sesiones, pudiendo escucharse al propio Bruce gritar acordes al tiempo que el grupo improvisa. La gira Bruce Springsteen with the Seeger Sessions Band Tour dio comienzo el mismo mes, obteniendo buenos resultados en Europa, donde cosechó buenas reseñas y notables ventas en relación con varios conciertos en Estados Unidos, donde varios periódicos se hicieron eco de escasas ventas en varios conciertos. En julio, Bruce Springsteen with The Sessions Band: Live in Dublin, una selección de temas interpretados durante tres conciertos en el Point Theatre de Dublín, Irlanda, fue publicado.
Terminada la gira con The Sessions Band, el 2 de diciembre de 2006 participó en el festival benéfico Light Of Day, fundación para la enfermedad de Parkinson y la esclerosis lateral amiotrófica, donde actuó junto a Joe Grushecky y a Jorge Otero, cantante y guitarrista de Stormy Mondays.
El primer trabajo de Bruce con la E Street Band en cinco años, Magic, fue publicado el 2 de octubre de 2007. El primer sencillo, «Radio Nowhere», fue publicado como descarga gratuita el 28 de agosto. El 7 de octubre, Magic debutó en el primer puesto en Irlanda y Reino Unido, al tiempo que Greatest Hits reentró en la lista de álbumes irlandesa en el puesto 57. Asimismo, Sirius Satellite Radio volvió a emitir desde el 27 de septiembre la E Street Radio en el canal 10.
Tras la publicación de Magic, Springsteen y la E Street Band se embarcaron en la gira Magic Tour, la cual dio comienzo en el Hartford Civic Center de Hartford, Connecticut. Durante la gira, el organista Danny Federici se vio obligado a abandonar en noviembre de 2007 al serle diagnosticado un melanoma.

### Muerte de Danny Federici y Clarence Clemons (2008-2011)
Federici volvió a tocar con la E Street Band el 20 de enero de 2008 durante una breve aparición en el Conseco Fieldhouse de Indianápolis. Sin embargo, el 17 de abril, falleció en el Memorial Sloan-Kettering Cancer Center de Nueva York tras sufrir durante tres años un melanoma.
Springsteen apoyó a Barack Obama en su campaña presidencial de 2008 apareciendo en varios discursos e interpretando canciones en acústico. Durante un discurso, el músico debatió sobre «la importancia de la verdad, la transparencia y la integridad en el gobierno, el derecho de cualquier americano a tener un trabajo, un salario digno, a ser educado en una escuela decente, a una vida llena con la dignidad del trabajo, la promesa y la santidad de un hogar... Pero hoy esas libertades han sido dañadas y cuarteadas por ocho años de una irreflexiva e imprudente Administración a la deriva». El 2 de noviembre, durante un mitin de Obama, interpretó por primera vez «Working on a Dream» a dúo con su mujer, Patti Scialfa. La canción sirvió como precedente al lanzamiento de un nuevo trabajo de estudio, Working on a Dream, publicado el 27 de enero de 2009 y dedicado a la memoria de Danny Federici. Tras la victoria electoral de Obama el 4 de noviembre, Springsteen tocó la canción «This Land Is Your Land» con Pete Seeger y «The Rising» en la investidura presidencial ante 40 000 personas.
La canción «The Wrestler», incluida en el álbum Working on a Dream y en la película homónima de Mickey Rourke, ganó un Globo de Oro a la mejor canción original en la 66.ª edición de los premios, celebrada el 11 de enero de 2009. Apenas un mes después, actuó en el intermedio de la Superbowl XLIII interpretando «Tenth Avenue Freeze-Out», «Born to Run», «Working on a Dream» y «Glory Days».

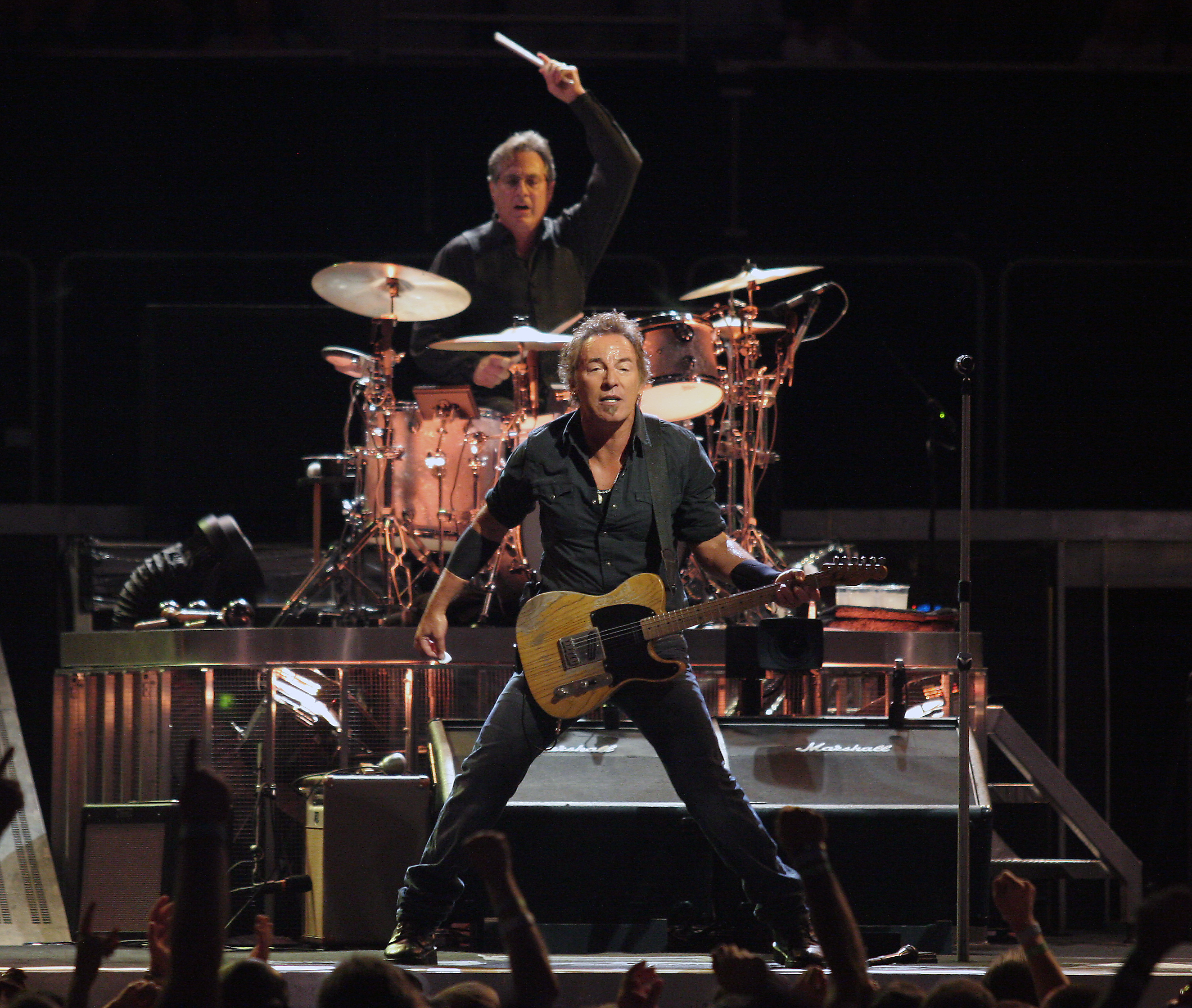
Bruce Springsteen en 2008, con el batería Max Weinberg al fondo.

El álbum Working on a Dream, dedicado a la memoria de Danny Federici, fue publicado en enero de 2009 y seguido de una gira de promoción entre abril y noviembre de 2009. Durante la gira, Springsteen y la E Street Band participaron en varios festivales de música, y encabezaron los carteles del Pinkpop Festival en los Países Bajos, el Festival de Glastonbury en Inglaterra y el Festival de Vieilles Charrues en Francia, entre otros. En varios conciertos, Springsteen incluyó álbumes completos como Born to Run, Darkness on the Edge of Town y Born in the U.S.A. El grupo también ofreció cinco conciertos en el Giants Stadium antes de su demolición, en el que estrenó la canción «Wrecking Ball». La gira, parte de la cual contó con Jay reemplazando a su padre Max Weinberg en la batería, finalizó en Buffalo (Nueva York) en noviembre de 2009. Un DVD de la gira Working on a Dream Tour titulado London Calling: Live in Hyde Park fue publicado en 2010.
De forma adicional a la gira, Springsteen participó a lo largo del año en varios conciertos benéficos, incluyendo The Clearwater Concert, en conmemoración del 90.º cumpleaños de Pete Seeger, en el concierto aniversario del Salón de la Fama del Rock and Roll y en un concierto benéfico del grupo de apoyo Autism Speaks en el Carnegie Hall. El 22 de enero de 2010, participó en Hope for Haiti Now: A Global Benefit for Earthquake Relief, un teletón organizado por George Clooney para recaudar fondos destinados a las víctimas del terremoto de Haití de 2010.
Springsteen recibió también el Premio Kennedy por su contribución a la cultura americana en diciembre de 2009, junto a Mel Brooks, Dave Brubeck, Grace Bumbry y Robert De Niro. Además, fue destacado como uno de los ocho artistas de la década según la revista Rolling Stone, y se convirtió en el cuarto artista con mayores ingresos de la década por sus giras desde 2000.
En septiembre de 2010, el Festival Internacional de Cine de Toronto estrenó The Promise: The Making of Darkness on the Edge of Town, un documental sobre la grabación del álbum Darkness on the Edge of Town posteriormente incluida en la caja recopilatoria The Promise: The Darkness on the Edge of Town Story, publicada en noviembre de 2010. Emitida también en HBO, el documental exploró la grabación del álbum así como el rol de Springsteen en la producción musical y en la evolución de las canciones.
Clarence Clemons, saxofonista de la E Street Band y uno de sus miembros fundadores, murió el 18 de junio de 2011 por complicaciones tras un derrame cerebral. En un comunicado publicado tras su fallecimiento, Springsteen escribió: «Llevó consigo un amor por la gente que hizo que la gente le quisiera. Creó una familia maravillosa y extensa. Amó el saxofón, amó a nuestros seguidores y lo dio todo lo que tenía cada noche que salía al escenario».

### Wrecking Ball,High Hopes,The River Tour 2016(2012-2021)
En marzo de 2012, Springsteen publicó Wrecking Ball, un disco de estudio producido por Ron Aniello y dedicado a la memoria de Clarence Clemons. El disco, descrito por Hollywood Reporter como el «álbum de un Springsteen enojado y dirigido a la justicia económica», alcanzó el primer puesto en las listas de discos más vendidos de numerosos países, incluyendo los Estados Unidos y el Reino Unido. El álbum, junto con el sencillo «We Take Care of Our Own», fue nominado a tres premios Grammy, incluyendo mejor álbum de rock. Además, la revista Rolling Stone nombró Wrecking Ball el mejor álbum de 2012.
El 18 de marzo, Springsteen inauguró la gira Wrecking Ball Tour en Atlanta (Georgia). Durante la gira, la primera con una sección de vientos desde Tunnel of Love Express Tour para reemplazar a Clarence Clemons, Springsteen ofreció un total de 133 conciertos en 26 países de Norteamérica, Sudamérica, Europa, Oceanía. Durante la etapa en Oceanía, Tom Morello sustituyó al guitarrista Steve Van Zandt debido a su compromiso en la filmación de la serie Lillyhammer. La gira, que finalizó en septiembre de 2013, fue la segunda con mayor recaudación después de Madonna con 33,4 millones de dólares.
El 2 de noviembre de 2012, participó en el teletón Hurricane Sandy: Coming Together interpretando «Land of Hope and Dreams» con el fin de recaudar fondos para las víctimas del huracán Sandy, una de las mayores tormentas que azotó Nueva Jersey. También participó en el concierto 12-12-12: The Concert for Sandy Relief organizado en el Madison Square Garden y emitido a través de canales de televisión como HBO y AMC.
De forma paralela al desarrollo de la gira Wrecking Ball Tour, Springsteen fue distinguido con el premio MusiCares en reconocimiento a sus logros creativos, así como a sus trabajos benéficos y a sus actividades filantrópicas, durante una ceremonia organizada el 8 de febrero de 2013 en el Staples Center de Los Ángeles (California). Además, en junio se estrenó el documental Springsteen & I con una emisión simultánea en más de 2000 salas de cine de 50 países, y en octubre, el músico fue incorporado a la Academia Estadounidense de las Artes y las Ciencias junto a otros artistas como Pete Seeger, Sally Field y Robert De Niro.
Tras finalizar la gira Wrecking Ball Tour, Springsteen escribió una carta de agradecimiento al público por su apoyo y publicó un video con una versión del tema de Suicide «Dream Baby Dream», producida por Ron Aniello. La canción fue incluida en High Hopes, un nuevo álbum publicado en enero de 2014 en la que incluyó nuevas composiciones y regrabaciones de temas inéditos, con partes grabadas por Clemons y Federici en el pasado. El primer sencillo fue «High Hopes», una canción de Tim Scott McConnell que Springsteen grabó por primera vez en 1995.
El 4 de diciembre de 2015 se publicó The Ties That Bind: The River Collection, una edición especial para conmemorar el los 35 años de la publicación del mítico disco The River, el mismo día que salió a la venta se anunció un Tour de 9 semanas por América que empezaría el 16 de enero en Pittsburg. Lo que empezaría siendo una pequeña gira para promocionar y rememorar la colección, The River Tour 2016. acabaría convirtiéndose en una gira extensa que llegaría a Europa con de más de 70 actuaciones y una vuelta a tierras americanas. Esta gira se caracterizó, en su manga americana por tocar de forma completa y en orden (hecho muy poco habitual en Bruce) los dos discos que componen The River y también la salida a la luz del tema Meet me in the city. Una vez la gira llegó a Europa volvió a su característico setlist donde no había un orden establecido, pero que predominaban temas del álbum The River. El 7 de septiembre de 2016, Springsteen actuó durante 4 horas y 4 minutos en Citizens Bank Park en Filadelfia, Pensilvania. Este espectáculo, que fue parte de The River 2016 Tour, se erige como su espectáculo más largo en los Estados Unidos. La gira River 2016 fue la gira mundial más taquillera de 2016; recaudó $268.3 millones a nivel mundial y fue la gira más taquillera desde 2014 para cualquier artista que encabeza la gira de Taylor Swift en 2015, que recaudó $250.1 millones.
El 23 de septiembre de 2016, se lanzó Chapter and Verse, una compilación de toda la carrera de Springsteen que se remonta a 1966. El 27 de septiembre de 2016, Simon & Schuster publicó su autobiografía de 500 páginas, Born to Run. El libro ascendió rápidamente a la cima de la lista de los más vendidos del NY Times.
Springsteen apoyó la campaña presidencial de Hillary Clinton en 2016 interpretando un set acústico de "Thunder Road", "Long Walk Home" y "Dancing in the Dark" en un mitin en Filadelfia el 7 de noviembre de 2016. El 22 de noviembre de 2016, fue presentado con la Medalla Presidencial de la Libertad otorgada por Barack Obama. El 12 de enero de 2017, Springsteen y Patti Scialfa interpretaron un set acústico especial de 15 canciones para el presidente Barack Obama y Michelle Obama en el Salón Este de la Casa Blanca dos días antes de que el presidente diera su discurso de despedida a la nación.
Springsteen on Broadway, una representación de ocho semanas en el Walter Kerr Theatre de Broadway en la ciudad de Nueva York en el otoño de 2017, se anunció en junio de 2017. El programa incluyó a Springsteen leyendo extractos de su autobiografía de 2016 Born to Run y realizando otras reminiscencias habladas. Originalmente programado para ejecutarse del 12 de octubre al 26 de noviembre, el programa se extendió tres veces; la última ejecución ocurrió el 15 de diciembre de 2018. Por la producción de Springsteen de Springsteen en Broadway, fue honrado con un premio especial en los Premios Tony de 2018.
El 14 de diciembre de 2018, se lanzó el álbum en vivo Springsteen on Broadway. El álbum alcanzó el top 10 en más de 10 países y n.º 11 en los Estados Unidos.
El decimonoveno álbum de estudio de Springsteen, Western Stars, fue lanzado el 14 de junio de 2019.
Se anunció el 23 de julio de 2019 que Springsteen estrenaría su película, Western Stars, en el Festival de Cine de Toronto en septiembre de 2019. Codirigió la película junto con su colaborador Thom Zimny. La película presenta a Springsteen y su banda de apoyo interpretando la música de Western Stars ante una audiencia en vivo en el granero de su rancho de Nueva Jersey. La película se estrenó en los cines el 25 de octubre de 2019 y la banda sonora de la película, Western Stars - Songs from the Film, también se estrenó ese mismo día.
El 10 de septiembre de 2020, Springsteen anunció un álbum con la E Street Band, Letter to You, que es su vigésimo álbum de estudio y fue lanzado el 23 de octubre de 2020. La canción principal "Letter to You" fue lanzada como el primer sencillo y video musical del álbum ese mismo día. El segundo sencillo del álbum, "Ghosts", fue lanzado el 24 de septiembre de 2020. El álbum incorpora tres temas que fueron compuestos al inicio de su carrera y que hasta la fecha nunca habían visto la luz de forma oficial por discrepancias legales con su primer mánager Mike Apple. Dichas canciones serían "Song For Orphans", con un estilo muy dylanita; "If I Was The Priest" y "Janey Needs a Shooter", que en su momento cedió a Warren Zevon, adaptándola este a su estilo. Bruce ha contado en entrevistas que la grabación íntegra del álbum fue llevada a cabo en el estudio de su rancho de Nueva Jersey a lo largo de tan solo 5 jornadas de trabajo en las que toda la banda tocaba simultáneamente como si de un directo se tratase. El disco tiene como temática central la añoranza que siente Bruce hacia aquellos compañeros y amigos que han fallecido a lo largo de su extensa trayectoria, tanto en la E Steet Band como sus primeros pasos en The Castiles. Adicionalmente, el proceso de grabación de este álbum ha quedado reflejado en el documental Bruce Springsteen’s Letter to You, dirigido por Thom Zimny para la plataforma de streaming Apple TV+.
En febrero de 2021, se anunció que Springsteen iba a lanzar un podcast de ocho partes en Spotify titulado Renegades: Born in the USA que le presentaría en conversación con Barack Obama discutiendo una amplia gama de temas, incluyendo la familia, la raza, el matrimonio, la paternidad, y el estado de los EE. UU. Springsteen interpretó la voz colíder y la guitarra en la canción de John Mellencamp «Wasted Days», lanzada en septiembre de 2021. El 11 de septiembre de 2021, Springsteen interpretó «I'll See You in My Dreams» en homenaje a las víctimas de los atentados del 11 de septiembre.
El 16 de diciembre de 2021, Springsteen vendió los másteres de todo su catálogo y los derechos de edición musical correspondientes a Sony Music por 500 millones de dólares. Esto superó lo que Bob Dylan y Taylor Swift recibieron por sus catálogos en 200 millones de dólares. Esta venta, junto con sus espectáculos en Broadway y sus proyectos con Obama, le ayudaron a encabezar la lista de Rolling Stone de los músicos mejor pagados de 2021.

### 2022-2024:Only the Strong Survive, colaboraciones y giras
El 24 de mayo de 2022, se anunció que iniciaría una gira internacional con la E Street Band en 2023, la primera desde 2017. El 29 de septiembre, Springsteen y Patti Scialfa actuaron en la entrega inaugural de los Premios Albie en la Biblioteca Pública de Nueva York. En noviembre, Springsteen lanzó su vigésimo primer álbum de estudio, Only the Strong Survive, un álbum de versiones de canciones clásicas de música soul de los años 60 y 70. Fue precedido por los sencillos «Do I Love You (Indeed I Do)», «Nightshift», «Don't Play That Song» y «Turn Back the Hands of Time». Para promocionar el álbum, Springsteen actuó en The Tonight Show Starring Jimmy Fallon los días 14, 15 y 16 de noviembre de 2022, junto con un episodio especial de Acción de Gracias el 24 de noviembre de 2022.
El 1 de febrero de 2023, Springsteen y la E Street band lanzaron su primera gira en seis años, que concluiría en julio de 2025. En una entrevista de noviembre de 2022, Springsteen confirmó que planeaba un Volumen 2 del álbum; en ese momento, dijo que estaba «probablemente grabado en tres cuartas partes». Springsteen puso voz a la canción «History Books» de The Gaslight Anthem, que da título al álbum de la banda October 2023. Springsteen estaba en tratamiento por una úlcera péptica y los médicos le recomendaron que no actuara en directo. Pocos días después, los doce conciertos restantes programados entre noviembre y diciembre de 2023 también se pospusieron a fechas de marzo y abril, y entre agosto y noviembre de 2024. En total, veintinueve shows de la gira han sido pospuestos debido a la enfermedad de Springsteen junto con Springsteen y otros miembros de la banda que tienen COVID-19.
En abril de 2024, 20th Century Studios anunció que financiaría y estrenaría una película dramática, Deliver Me from Nowhere, basada en el libro de Warren Zanes de 2023 sobre la realización de Nebraska. Será escrita y dirigida por Scott Cooper; Jeremy Allen White interpretará a Springsteen y cantará él mismo. Ese año, Springsteen contribuyó con la guitarra a una reedición de «Going Home: Theme of the Local Hero» de Mark Knopfler a beneficio del Teenage Cancer Trust. Su octavo álbum recopilatorio, Best of Bruce Springsteen, se publicó el 19 de abril. En octubre, Disney+ y Hulu emitirán un documental sobre la gira de Springsteen de 2023-2024, Road Diary: Bruce Springsteen and the E Street Band. El documental se estrenará en el Festival Internacional de Cine de Toronto en septiembre de 2024.

### 2025-presente:Land of hope and dreams
El 14 de mayo de 2025 lanzó el EP Land of hope and dreams, un directo grabado en Manchester, título de una canción creada en 1999 que apareció por primera vez en Live in New York City y nombre de la gira que estaba realizando. El álbum estaba compuesto por seis temas y en él se incluían duras críticas a Donald Trump, presidente de Estados Unidos. El cantante afirmó que Trump era  un "traidor", un "corrupto" y un "autoritario". Se daba la casualidad que la canción que daba nombre a la gira y al disco ha sido usada en reiteradas ocasiones por el Partido Demócrata, al que el cantante es afín.
La críticas vertidas al por entonces presidente estadounidense hicieron que éste tachara al cantante de ser un "imbécil repugnante" y a publicar un video editado para que pareciera que había golpeado al músico con un palo de golf. Además pidió que se le investigará a fondo Springsteen y otras personalidades de la música por apoyar a Kamala Harris en campaña presidencial de 2024.

## E Street Band
La E Street Band es la principal banda de apoyo de Springsteen desde sus inicios musicales a comienzos de la década de 1970. Su primera formación incluyó a Clarence Clemons, Danny Federici, Vini López, David Sancious y Garry Tallent, con quienes Springsteen grabó sus dos primeros trabajos, Greetings from Asbury Park, N.J. y The Wild, the Innocent & the E Street Shuffle. Salvo por un pequeño cambio con la marcha de López y la entrada de Ernest Carter en la batería, la principal remodelación del grupo tuvo lugar en 1975, momento en el que entraron a formar parte del grupo Roy Bittan, Max Weinberg y Steve Van Zandt en sustitución de Sancious y Carter.
Dicha formación se mantuvo intacta durante las décadas de 1970 y 1980, salvo por la salida de Van Zandt en 1983 y la entrada de Nils Lofgren y Patti Scialfa. En 1989, tras la gira Tunnel of Love Express, Springsteen disolvió el grupo, y aunque grabó esporádicamente con algunos de sus miembros en las sesiones de Human Touch y Lucky Town, la E Street Band no volvió a juntarse hasta 1995, momento en el que Springsteen grabó el documental Blood Brothers. La E Street Band, integrada por Bittan, Clemons, Federici, Lofgren, Scialfa, Van Zandt y Tallent, se reunió en 1999 con Springsteen para emprender su primera gira en doce años, y a lo largo de la década de 2000 ha participado en trabajos de estudio como The Rising (2002), Magic (2007) y Working on a Dream (2009).
A pesar de las muertes de Federici y Clemons, ambos miembros fundadores del grupo, en 2008 y 2011 respectivamente, Springsteen ha continuado grabando y saliendo de gira con la E Street Band, sustituyendo a Federici por Charles Giordano y a Clemons por una sección de vientos integrada por su sobrino Jake Clemons y Ed Manion, Curt Ramm, Clark Gayton y Barry Danielian. En directo, el grupo se ha completado con vocalistas como Cindy Mizelle, Curtis King, Michelle Moore y Everett Bradley, y ha contado en ocasiones con invitados como Tom Morello, especialmente en sustitución de Van Zandt.

## Discografía
| - 1973: Greetings from Asbury Park, N.J. - 1973: The Wild, the Innocent & the E Street Shuffle - 1975: Born to Run - 1978: Darkness on the Edge of Town - 1980: The River - 1982: Nebraska - 1984: Born in the U.S.A. - 1986: Live/1975-85 - 1987: Tunnel of Love - 1992: Human Touch - 1992: Lucky Town - 1993: In Concert/MTV Plugged - 1995: The Ghost of Tom Joad - 1995: Greatest Hits | - 2001: Live in New York City - 2002: The Rising - 2005: Devils & Dust - 2006: Hammersmith Odeon London '75 - 2006: We Shall Overcome: The Seeger Sessions - 2007: Live in Dublin - 2007: Magic - 2009: Working on a Dream - 2012: Wrecking Ball - 2014: High Hopes - 2018: Springsteen on Broadway - 2019: Western Stars - 2020: Letter to You - 2022: Only the Strong Survive - 2025: Tracks II: The Lost Albums |

## Springsteen en el cine

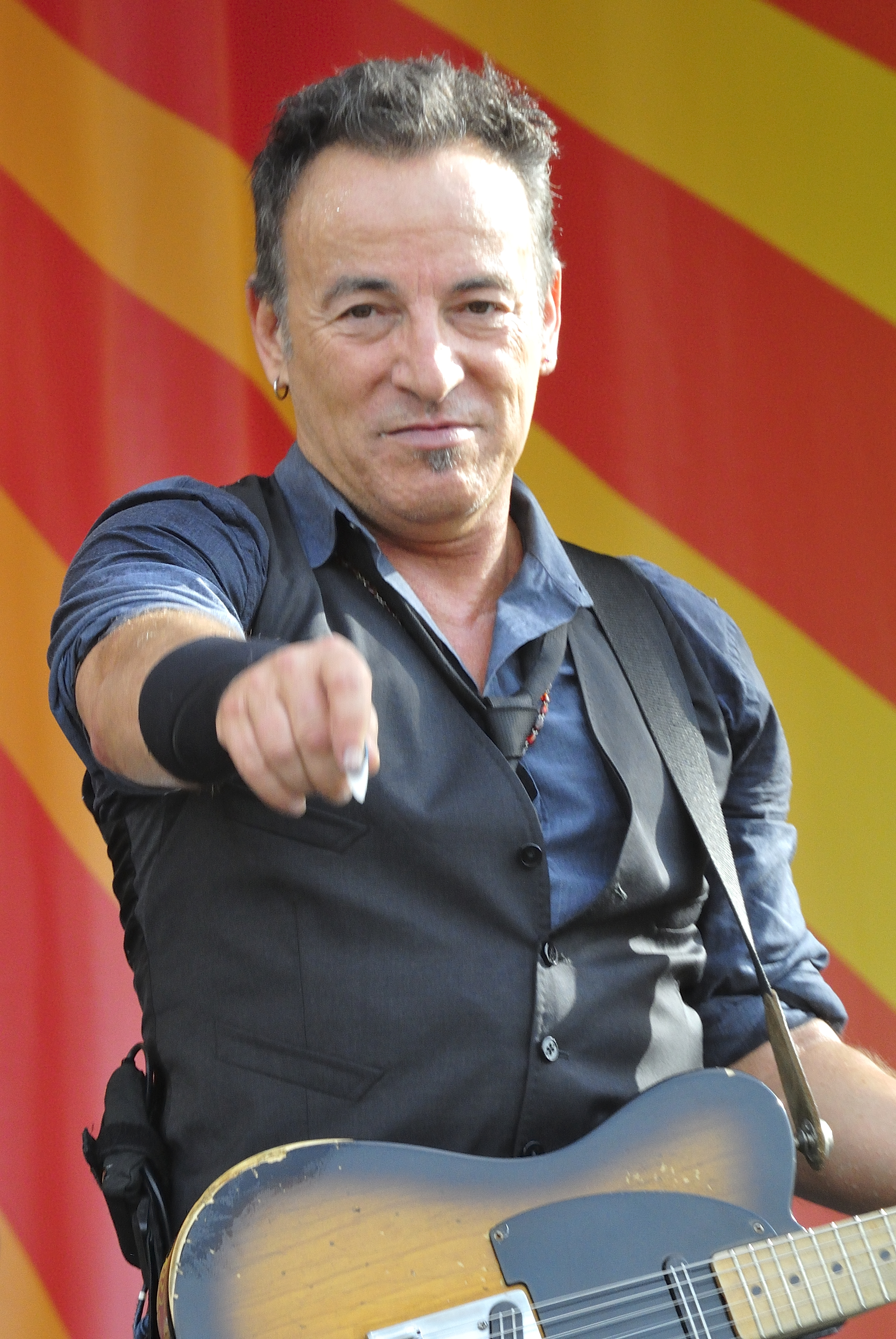
Bruce Springsteen y la E Street Band: Festival de Jazz y Patrimonio de Nueva Orleans 2012

La música de Bruce Springsteen ha sido ampliamente utilizada en el cine. Su primera incursión cinematográfica tuvo lugar con la película de John Sayles Baby, It's You, que usó varias canciones de Born to Run como banda sonora. La relación entre Springsteen y Sayles volvería a surgir años después con la colaboración de Sayles en vídeos musicales para las canciones «Born in the U.S.A.» y «Tunnel of Love». Su éxito «Hungry Heart» fue usado en la película «The perfect storm» dirigida por Wolfgang Petersen.
Varias de sus canciones fueron también utilizadas en largometrajes, e incluso se alzó con un Óscar por su canción «Streets of Philadelphia» para la película de Jonathan Demme Philadelphia. Asimismo, Springsteen estuvo nominado a un segundo Óscar por la canción «Dead Man Walkin'», de la película Dead Man Walking. Trabajó activamente también en la canción de la BSO de Jerry Maguire, denominada «Secret Garden».
A su vez, varias películas han servido de inspiración para la música de Springsteen, tales como The Indian Runner, escrita y dirigida por Sean Penn, sobre la cual el propio Penn admitió estar inspirada en la canción de Springsteen «Highway Patrolman».
Springsteen hizo su primera aparición en pantalla con un cameo en la película High Fidelity, votada por los Premios MTV Movie como «mejor cameo en una película». Por otra parte, Springsteen compuso la canción «The Wrestler» para la película epónima de Darren Aronofsky, galardonada con un Globo de Oro a la mejor canción original.
En 2019, la película Blinded by the Light dirigida por Gurinder Chadha, narra la historia de Javed, un adolescente británico de ascendencia paquistaní, aprende a vivir y a comprender a su familia a través de la música de Bruce Springsteen en la Inglaterra de 1987, durante los austeros años en los que Margaret Thatcher estuvo en el poder.
En 2024, 20th Century Studios y Disney anunciaron que producirán una biopic sobre Springsteen, película que será dirigida y escrita por Scott Cooper y con el actor Jeremy Allen White como protagonista.

## Premios y reconocimientos
Los principales premios y galardones que Bruce Springsteen obtuvo a lo largo de su carrera musical con álbumes o canciones se detallan en la siguiente tabla de forma cronológica, con un total de 21 premios Grammy, dos Globos de Oro, un Óscar, un premio BFCA, un Brit y un Premio Juno ganados hasta la actualidad:
| Año  | Premio                | Categoría                                                               | Trabajo                                     | Resultado |
| ---- | --------------------- | ----------------------------------------------------------------------- | ------------------------------------------- | --------- |
| 1982 | Premio Grammy         | Mejor interpretación vocal masculina                                    | «The River»                                 | Nominado  |
| 1985 | Premio Juno           | Mejor álbum internacional                                               | Born in the U.S.A.                          | Ganador   |
| 1985 | Premio Grammy         | Álbum del año                                                           | Born in the U.S.A.                          | Nominado  |
| 1985 | Premio Grammy         | Mejor grabación del año                                                 | «Dancing in the Dark»                       | Nominado  |
| 1985 | Premio Grammy         | Mejor interpretación vocal masculina                                    | «Dancing in the Dark»                       | Ganador   |
| 1986 | Premio Grammy         | Mejor grabación del año                                                 | «Born in the U.S.A.»                        | Nominado  |
| 1986 | Premio Brit           | Mejor artista internacional                                             |                                             | Ganador   |
| 1987 | Premio Grammy         | Mejor interpretación vocal rock solista                                 | «Tunnel of Love»                            | Ganador   |
| 1993 | Premio Grammy         | Mejor canción rock                                                      | «Human Touch»                               | Nominado  |
| 1993 | Premio Grammy         | Mejor interpretación vocal masculina                                    | «Human Touch»                               | Nominado  |
| 1993 | Premio Óscar          | Óscar a la mejor canción original                                       | «Streets of Philadelphia»                   | Ganador   |
| 1994 | Premio Grammy         | Canción del año                                                         | «Streets of Philadelphia»                   | Ganador   |
| 1994 | Premio Grammy         | Mejor canción rock                                                      | «Streets of Philadelphia»                   | Ganador   |
| 1994 | Premio Grammy         | Mejor interpretación vocal masculina                                    | «Streets of Philadelphia»                   | Ganador   |
| 1994 | Premio Grammy         | Mejor canción escrita para una película, televisión u otro medio visual | «Streets of Philadelphia»                   | Ganador   |
| 1994 | Premio Grammy         | Mejor canción de Bono                                                   | «Streets of Philadelphia»                   | Ganador   |
| 1994 | Premios Globos de Oro | Mejor canción original                                                  | «Streets of Philadelphia»                   | Ganador   |
| 1996 | Premio Grammy         | Mejor álbum de folk contemporáneo                                       | The Ghost of Tom Joad                       | Ganador   |
| 1996 | Premio Óscar          | Óscar a la mejor canción original                                       | «Dead Man Walking»                          | Nominado  |
| 1997 | Premio Grammy         | Mejor interpretación vocal rock masculina                               | «Dead Man Walking»                          | Nominado  |
| 2000 | Premio Grammy         | Mejor interpretación vocal rock masculina                               | «The Promise»                               | Nominado  |
| 2000 | Premio Grammy         | Mejor canción rock                                                      | «The Promise»                               | Nominado  |
| 2002 | Premio Grammy         | Mejor álbum de rock                                                     | The Rising                                  | Ganador   |
| 2002 | Premio Grammy         | Mejor canción de rock                                                   | «The Rising»                                | Ganador   |
| 2002 | Premio Grammy         | Mejor interpretación vocal masculina                                    | «The Rising»                                | Ganador   |
| 2002 | Premio Grammy         | Mejor interpretación rock de un dúo o grupo con vocalista               | «Disorder in the House»                     | Ganador   |
| 2004 | Premio Grammy         | Mejor interpretación vocal rock solista                                 | «Code of Silence»                           | Ganador   |
| 2005 | Premio Grammy         | Mejor interpretación vocal rock solista                                 | «Devils & Dust»                             | Ganador   |
| 2006 | Premio Grammy         | Mejor álbum de folk tradicional                                         | We Shall Overcome: The Seeger Sessions      | Ganador   |
| 2006 | Premio Grammy         | Mejor video musical de gran formato                                     | Wings For Wheels: The Making of Born to Run | Ganador   |
| 2008 | Premio Grammy         | Mejor álbum de rock                                                     | Magic                                       | Nominado  |
| 2008 | Premio Grammy         | Mejor interpretación vocal rock solista                                 | «Radio Nowhere»                             | Ganador   |
| 2008 | Premio Grammy         | Mejor canción de rock                                                   | «Radio Nowhere»                             | Ganador   |
| 2008 | Premio Grammy         | Mejor canción de rock                                                   | «Girls in Their Summer Clothes»             | Ganador   |
| 2008 | Premio Grammy         | Mejor interpretación rock instrumental                                  | «Once Upon a Time in the West»              | Ganador   |
| 2009 | Premio Globos de Oro  | Mejor canción original                                                  | «The Wrestler»                              | Ganador   |
| 2009 | Premio BFCA           | Mejor canción                                                           | «The Wrestler»                              | Ganador   |
| 2009 | Premio Grammy         | Mejor interpretación vocal rock solista                                 | «Girls in Their Summer Clothes»             | Nominado  |
| 2010 | Premio Grammy         | Mejor interpretación vocal rock solista                                 | «Working on a Dream»                        | Ganador   |
| 2010 | Premio Grammy         | Mejor canción de rock                                                   | «Working on a Dream»                        | Nominado  |
| 2010 | Premio Grammy         | Mejor canción escrita para una película, televisión u otro medio visual | «The Wrestler»                              | Nominado  |
| 2013 | Premio Grammy         | MusiCares Person of the Year                                            |                                             | Ganador   |
| 2013 | Premio Grammy         | Mejor álbum rock                                                        | Wrecking Ball                               | Nominado  |
| 2013 | Premio Grammy         | Mejor interpretación rock                                               | «We Take Care of Our Own»                   | Nominado  |
| 2013 | Premio Grammy         | Mejor canción de rock                                                   | «We Take Care of Our Own»                   | Nominado  |
| 2018 | Premio Grammy         | Mejor álbum de palabras habladas                                        | Born to Run (autobiografía)                 | Nominado  |
| 2021 | Premios Brit          | Mejor artista masculino internacional                                   |                                             | Nominado  |

Además de los premios descritos anteriormente, la carrera musical de Springsteen en su conjunto fue galardonada con un Premio de la Música Polar en 1997. Figura además en varios salones, incluyendo el Salón de la Fama del Rock and Roll, el Salón de la Fama de los Compositores y el Salón de la Fama de Nueva Jersey, donde fue introducido en 1997, 1999 y 2007 respectivamente.
La revista Rolling Stone lo situó también en el puesto 23 de la lista de los cien mejores artistas de todos los tiempos. Además, el planeta 23990, descubierto el 4 de septiembre de 1999 por I.P. Griffin en Auckland, Nueva Zelanda, fue nombrado Bruce Springsteen en su honor.
En marzo de 2024, se anunció que Springsteen sería nombrado miembro de la Academia por The Ivors Academy en mayo de 2024. El 23 de mayo de 2024, Springsteen se convirtió en el primer compositor internacional que la Academia ha incluido en la Fellowship en sus 80 años de historia.